# Águas Vermelhas
Águas Vermelhas este un oraș în Minas Gerais (MG), Brazilia. 